# Semiaphis tumurensis
Semiaphis tumurensis är en insektsart. Semiaphis tumurensis ingår i släktet Semiaphis och familjen långrörsbladlöss. Inga underarter finns listade i Catalogue of Life.